# New York Coliseum

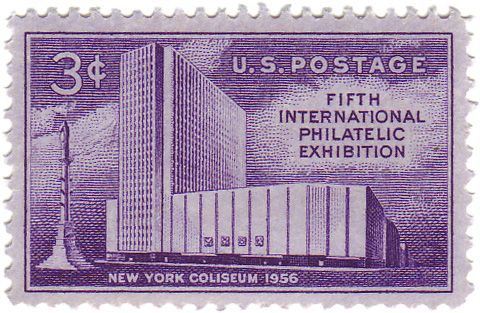
Timbre commémoratif du New York Coliseum

Le New York Coliseum a été un centre de congrès qui se tenait sur Columbus Circle, dans la ville de New York de 1956 à 2000. Il a été conçu par les architectes Léon et Lionel Levy dans un style international modifié, et comprenait à la fois un bâtiment bas avec un espace d'exposition et un immeuble de bureaux de 26 étages.

## Historique

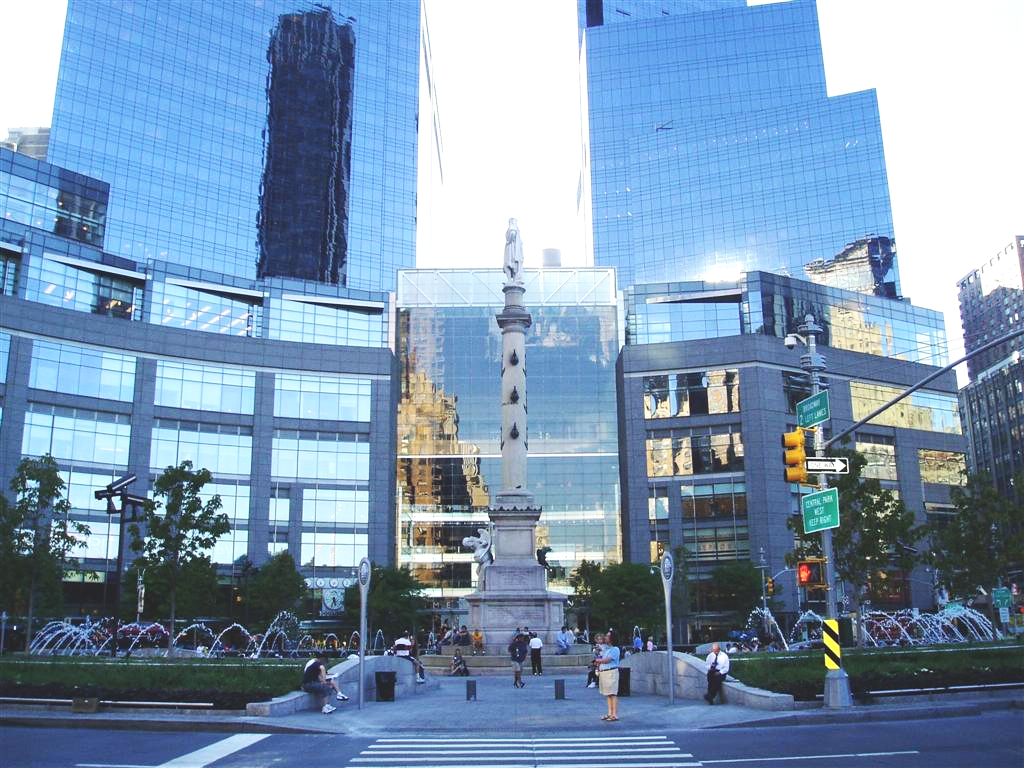
Time Warner Center et Columbus Circle.

Le Coliseum a été construit entre 1954 et 1956, par le Triborough Bridge and Tunnel Authority en vertu de l'urbaniste Robert Moses, qui, en sauvant un projet qui a longtemps traîné, a condamné la zone de l'Ouest 58e à l'Ouest de la 60e rue sur le côté ouest de Columbus Circle. Lors de la construction en 1955, un accident se produisit autour 10 000 pieds carrés (930 m2) de l'espace d'exposition s'est effondré, en blessant 50 travailleurs et d'en tuer un.
Le Coliseum, qui a remplacé le Bâtiment du Cercle et les petits immeubles locatifs et immeubles de commerce, a ouvert le 28 avril 1956, avec trois expositions: le New York International Auto Show, le National Photographic Show, et la Cinquième Exposition Internationale de Philatélie. Un timbre américain commémore l'exposition et le bâtiment. En 1986, le Colisée a accueilli 1 246 événements.
Le Coliseum de 323 000 pieds carrés (30 000 m2) contenait quatre étages d'expositions, dont un mur d'exposition de 150 pieds carrés (14 m2), un puits de trois étages pour exposer les grandes pièces, telles que des voiliers et des avions.

## Fermeture et démolition
Comme le Jacob K. Javits Convention Center, qui a supplanté le Coliseum comme le principal espace d'exposition dans la ville de New York, était en cours de construction, les jours du Colisée étaient comptés, et la Metropolitan Transportation Authority (MTA), maintenant le parent de la Triborough Bridge and Tunnel Authority, mis la propriété en vente. Un accord fut conclu en 1987 pour vendre le Coliseum et ses immeuble à bureaux à Boston Propriétés pour $477.5 millions de dollars, qui aurait vu le complexe démoli en 1988. Un marché de l'immobilier en chute et de l'opposition à Boston Propriétés " propositions ont finalement abouti à ce que Boston Propriétés se désunisse du projet en 1994. Dans l'intervalle, le MTA, qui cherchent à faire une utilisation du site une fois que les intentions de la Boston Propriétés soient devenues incertaines, a rouvert le Coliseum en 1992, pour les petits événements, principalement une exposition d'antiquités ayant lieu trois fois par an, jusqu'à ce que finalement l'établissement ne ferme pour de bon en janvier 1998.
Dans le milieu des années 1990, une autre tentative de vendre le Coliseum a été faite, cette fois, à une entreprise d'investissement dirigé par Israel Englander, qui a proposé la construction d'appartements de luxe et d'une salle de bal sur le site. Cependant, avec le marché de l'immobilier en train de récupérer, une somme de 50 millions de dollars de crédit d'impôt a été retirée par le maire Rudolph Giuliani (voir un congé de taxe pour un bien qui ne serait pas tirer des emplois permanents sur le site comme inutiles), menant à ce qu'Englander's Millennium Partners quitte le projet. En 1998, un accord a été conclu pour vendre la propriété à une coentreprise de Time Warner et Les Sociétés Apparentées. Bien que ce montant de 345 millions d'offre ait été de 45 millions de dollars de moins que l'offre la plus élevée pour le terrain offert par Donald Trump, le Time Warner/proposition a été considérée comme un verrou pour approbation par les autorités de la ville. À la suite de travaux de désamiantage, la démolition du Coliseum et de son immeuble à bureaux a débuté au cours de l'hiver 2000 et a été terminée durant l'été. Le projet lié à Time-Warner, maintenant appelé le Time Warner Center, se trouve maintenant sur le site.